# Carl-Gero von Ilsemann
Carl-Gero Alfred Helmuth Kurt von Ilsemann (* 5. September 1920 in Altenhaßlau, heute Ortsteil von Linsengericht; † 5. Februar 1991 in Neu-Ulm) war ein deutscher Offizier des Heeres der Wehrmacht und des Heeres der Bundeswehr, zuletzt im Dienstgrad eines Generalleutnants. Außerdem war er für die Industrie- und Handelskammer und militärschriftstellerisch tätig. Von 1980 bis 1984 wirkte er als Chefredakteur der Zeitschrift Europäische Wehrkunde – Wehrwissenschaftliche Rundschau.

## Militärischer Werdegang

### Herkunft und Wehrmacht
Carl-Gero von Ilsemann war ein Enkel des Generals Karl von Ilsemann. Seine Eltern waren der Offizier in der preußischen Provinz Hessen-Nassau Erwin von Ilsemann (1886–1952) und dessen Frau Carla, geborene Buderus von Carlshausen. Die Offiziere Iwan von Ilsemann, Sigurd von Ilsemann und Helmuth von Ilsemann sind Brüder seines Vaters. Nach dem Abitur in Berlin wurde er selbst im April 1939 zum Reichsarbeitsdienst in Radensfelde, Kreis Bütow (Pommern) eingezogen.
Beförderungen
- 1941 Leutnant
- 1943 Oberleutnant
- 1944 Hauptmann

Im August 1939 trat er als Offizieranwärter in das Artillerienachschubbataillon der Wehrmacht in Hannover ein. Von Oktober 1939 bis Januar 1940 wurde er in der Artillerieersatzabteilung 19 in Hannover-Bothfeld und danach im Artillerieregiment 19 ausgebildet. Von Juni bis August 1940 absolvierte er die Kraftfahrausbildung im Artillerieersatzbataillon 19 in Hannover-Bothfeld. Im Anschluss besuchte er die Artillerieschule Jüterbog: Von Mai bis Juni 1940 war er Meldeleiter, Beobachter und Geschützführer im Artillerieregiment 19.
Ab Januar 1941 war er Ausbildungsoffizier und schulte auf die motorisierte Artillerie im 3./Artillerieregiment 19 (mot.) in Hannover und Sennelager um. Im Juni 1941 wurde er Vorgeschobener Beobachter. Im Juli und August 1941 war er Artillerieverbindungsoffizier zum I./Panzerartillerieregiment 19. Danach wurde er als Bataillonsadjutant (II.) und ab September 1942 als Batterieoffizier (5.) verwendet. Von Januar bis Mai 1942 schloss sich ein Lazarettaufenthalt in den durch deutsche Truppen besetzten Städten Charkow und Krakau sowie Berlin an. Außerdem nahm er an einem Lehrgang für genesende Offiziere in Berlin-Spandau teil.
Ab Juni 1943 schulte er auf Selbstfahrer in der 9.(Sf)/Artillerielehrregiment 2 in Jüterbog um. Von Juli bis Dezember 1943 war er Ausbildungsoffizier. Im Dezember 1943 wurde er Batteriechef der 5. und im Januar 1944 der 2.(Sf). Im März 1944 wurde er Regimentsadjutant. Von Februar bis Mai 1945 war er Bataillonskommandeur der II. Er geriet in der befreiten Tschechoslowakei in Kriegsgefangenschaft. Nach mehreren Fluchtversuchen kehrte er im Juni 1945 nach Deutschland zurück.

### Nachkriegszeit
Von September 1945 bis September 1946 war er Geschäftsführer des Kulturrings Hildesheim südlich von Hannover. Im Wintersemester 1946 begann er ein Studium der Rechts- und Staatswissenschaften an der Georg-August-Universität Göttingen, welches er aus finanziellen Gründen 1948 abbrach. Danach war er journalistisch tätig.
Von November 1949 bis April 1956 wirkte er als Geschäftsführer des Großhandelsbundes Niedersachsen und des Hotel- und Gaststättenverbandes Hildesheim, ab 1951 als Dezernent in der Industrie- und Handelskammer für Südhannover in Hildesheim.

### Bundeswehr
Beförderungen
- 1957 Major
- 1962 Oberstleutnant
- 1965 Oberst
- 1970 Brigadegeneral
- 1971 Generalmajor
- 1976 Generalleutnant

Nach Gründung der Bundeswehr trat er 1956 im Dienstgrad eines Hauptmanns in das Heer ein: Im April 1956 nahm er an einem Lehrgang in Sonthofen im Allgäu teil. Von Juni 1956 bis März 1957 war er Inspektionschef an der Heeresoffizierschule I in Hannover. Von April bis Oktober 1957 absolvierte er den 1. Generalstabslehrgang Heer an der Heeresakademie im rheinland-pfälzischen Bad Ems, einer nachmaligen Abteilung der Führungsakademie der Bundeswehr in Hamburg.
Von November 1957 bis März 1961 war er G3 der Schule der Bundeswehr für Innere Führung in Koblenz. Er reichte im Rahmen eines durch den damaligen Schulkommandeur, Brigadegeneral Ulrich de Maizière, initiierten Wettbewerbs (1961) mehrere – später mitberücksichtigte – Definitionen für das Konzept der Inneren Führung ein. Im April 1961 wurde er Kommandeur des Feldartilleriebataillons 325 im niedersächsischen Schwanewede. Ab Januar 1963 wurde er als Referent in den Führungsstab des Heeres (FüH I 3) nach Bonn versetzt, wo er mit der Inneren Führung betraut war. Von Oktober 1966 bis Oktober 1969 war er Kommandeur der Panzergrenadierbrigade 1 in Hildesheim.
Im Anschluss war er Sprecher des Bundesministers der Verteidigung Helmut Schmidt und Leiter des Informations- und Pressezentrums bzw. -stabes in Bonn. Von Oktober 1971 bis März 1976 war er Kommandeur der 2. Jägerdivision in Marburg bzw. Kassel. Im folgenden Monat wurde er als Kommandierender General des II. Korps nach Ulm versetzt. Er wohnte zuletzt in Neu-Ulm.
Im September 1980 trat er außer Dienst.

## Publizistik
Immer wieder äußerte er sich zu militär- und allgemeinpolitischen Themen. Außerdem war er Autor mehrerer Bücher. Von 1980 bis 1984 war er Chefredakteur der Europäischen Wehrkunde/Wehrwissenschaftlichen Rundschau. Sein publizistischer Nachlass befindet sich im Bundesarchiv-Militärarchiv in Freiburg im Breisgau.
Zum ersten Traditionserlass 1965 äußerte er sich folgendermaßen:

„Bei der Traditionspflege ist zu beachten, daß die Tradition bestimmter Verbände (z. B. Waffen-SS) wie auch Traditionsgegenstände mit NS-Emblemen für die BW nicht in Frage kommen. Ebenso ist das gute Verhältnis zu den verbündeten Armeen bei Äußerungen zur Traditionspflege zu beachten.“

## Familie und Ehrenamt
Carl-Gero von Ilsemann war evangelisch, ab 1944 mit Gisela von Ilsemann (1922–2012), verwitwete Freifrau von Dörnberg und geborene Mundry, Tochter des Hauptgeschäftsführers und ersten Syndikus der Industrie- und Handelskammer für Südhannover Wilhelm Mundry, verheiratet und Vater von drei Kindern. Sein ältester Sohn war mit einer Tochter von General Ulrich de Maizière verheiratet. Von 1981 bis 1983 war er District Governor des Rotary Clubs für Baden-Württemberg.

## Auszeichnungen
- Eisernes Kreuz I. und II. Klasse
- Ostmedaille
- Sturmabzeichen
- Verwundetenabzeichen (1939)
- Sturmflutmedaille Niedersachsen
- Deutsches Sportabzeichen in Gold
- 1973: Bundesverdienstkreuz I. Klasse
- 1978: Legion of Merit (USA)
- 1978: Großes Bundesverdienstkreuz
- 1979: Ordre national du Mérite (Frankreich)
- 1980: Grande Ufficiale des Verdienstordens der Italienischen Republik
- Paul Harris Fellow

## Schriften (Auswahl)
- Die Bundeswehr in der Demokratie. Zeit der inneren Führung (= Truppe und Verwaltung. Band 17). Mit einer Einführung von Johann Adolf Graf von Kielmansegg, v. Deckers Verlag Schenck, Hamburg 1971, ISBN 3-7685-3568-1.
- Die innere Führung in den Streitkräften (= Die Bundeswehr. Band 5). Walhalla/Praetoria, Regensburg 1981, ISBN 3-8029-6425-X.
- Bundeswehr und Recht und Freiheit. Gedanken und Erfahrungen eines Soldaten. v. Decker, Heidelberg 1988, ISBN 3-7685-1388-2.